# Karim Zeinoun
Karim Zeinoun (in arabo كريم زينون‎?; Beirut, 16 giugno 1999) è un cestista libanese.

## Carriera
Zeinoun ha iniziato a giocare a basket all'età di 10 anni, ispirato da suo fratello. Il suo primo club è stato il Kahraba, seguito dall'Hoops Club fino all'età di 16 anni. Successivamente, è entrato a far parte dell'Al Riyadi Club. Durante il penultimo anno di scuola superiore, ha trascorso un anno negli Stati Uniti per poi tornare all'Al Riyadi Club a 17 anni. 
Nel 2015, ha rappresentato il Libano nel Campionato Asiatico Under-16, distinguendosi come uno dei migliori marcatori con una media di 22,3 punti per partita. Inoltre, ha registrato una media di 11 rimbalzi, 4,6 palle rubate e 2,2 stoppate per partita, dimostrando una grande versatilità in campo.
Nella stagione 2016-2017 Zeinoun ha fatto il suo debutto da professionista, giocando in 9 partite della Lebanese Basketball League, con la maglia dell'Al Riyadi Club. Nella sua prima stagione, anche se ricopriva un ruolo ancora marginale all'interno delle rotazioni del club, Zeinoun oltre ad aggiudicarsi la vittoria della Lebanese Basketball League, contribuisce alla conquista da parte dell'Al-Riyadi della WABA Champions Cup 2017 e della FIBA Asia Champions Cup 2017, figurando in entrambe le competizioni in tutte le partite disputate.
Prima dell'inizio della stagione 2017-2018 si trasferisce all'Homenetmen; rimane nella squadra per due stagioni, fino al termine della stagione 18-19, collezionando 56 presenze nella LBL. Con la canotta dell'Homenetmen Zeinoun si aggiudica la vittoria della LBL 2017-18 e dell'Arab Club Basketball Championship 2017.
Dopo aver giocato per un breve periodo con la canotta dell'Hoops Club, prima che la Lebanese Basketball League 2019-2020 venisse sospesa a causa della Pandemia da COVID-19, Zeinoun gioca, dalla stagione 2020-2021, nuovamente con la maglia dell'Al Riyadi Club, indossando la canotta numero 7. 
Dal suo ritorno all'Al Riyadi Club Zeinoun aiutando la squadra a vincere tre edizioni della LBL (2020-21, 2022-23, 2023-24) ed è diventato uno dei giocatori fondamentali nelle rotazioni del club, dando un grande contributo alla vittoria della FIBA West Asia Super League 2023-2024 e successivamente della Basketball Champions League Asia 2024.
Nel settembre del 2024 ha preso parte alla FIBA Intercontinental Cup 2024, dove Zeinoun ha mantenuto una media di 7,7 punti, 2,7 rimbalzi e 1,7 assist per partita. 
Con la casacca della nazionale del Libano ha contribuito alla vittoria della Coppa delle Nazioni Arabe 2022, inoltre, ha conquistato la medaglia d'argento alla FIBA Asia Cup 2022. 
Zeinoun ha anche fatto parte della nazionale del Libano che ha preso parte al Campionato del mondo 2023.

## Palmarès

### Squadra
- Lebanese Basketball League: 5

Riyadi Beirut: 2016-2017,2020-2021,2022-2023,2023-2024
Homenetmen: 2017-2018
- Lebanese Basketball Cup: 2

Homenetmen: 2018
Riyadi Beirut: 2023
- Basketball Champions League Asia: 2

Riyadi Beirut: 2017, 2024
- West Asian Basketball Championship: 1

Riyadi Beirut: 2017
- FIBA West Asia Super League: 1

Riyadi Beirut: 2023-2024, 2024-2025
- Arab Club Basketball Championship: 1

Homenetmen: 2017

### Nazionale
- Arab Basketball Championship: 
 Dubai 2022
- FIBA Asia Cup: 
 Indonesia 2022